# Slovenska Košarkarska Liga
Slovenska Košarkarska Liga (SKL) – profesjonalna liga koszykówki w Słowenii, reprezentująca najwyższą klasę rozgrywkową w tym kraju, utworzona w 1991 roku, po uzyskaniu niepodległości.
Mistrzostwa kraju rozgrywane są od 1946 roku, kiedy kraj funkcjonował jako Ludowa Republika Słowenii. Od 1963 do 1991 roku rozgrywki odbywały się w ramach Socjalistycznej Republiki Słowenii, będącej częścią Socjalistycznej Federacyjnej Republiki Jugosławii. Liga słoweńska reprezentowała wtedy drugą lub trzecią klasę rozgrywkową w byłej Jugosławii. Zespoły t.j: KK Olimpija, ŽKK Lublana, KD Slovan, ŽKK Maribor, KK Lesonit i Maribor 66 były jedynymi drużynami słoweńskimi, które występowały wtedy najwyższej klasie rozgrywkowej – I lidze jugosłowiańskiej.

## Sponsorskie nazwy ligi
Na przestrzeni lat liga zmieniała swoje nazwy ze względu na sponsorów strategicznych. Zostały one wymienione poniżej.
- Liga Kolinska (1998–2001)
- HYPO Liga (2001–2002)
- 1. A SKL (2002–2006)
- Liga UPC Telemach (2006–2009)

## Format rozgrywek
W pierwszej fazie rozgrywek 10 drużyn rywalizuje ze sobą, rozgrywając jeden mecz na wyjeździe, a drugi na własnym terenie, wyłączając zespoły występujące w Lidze Adriatyckiej, a są to aktualnie Krka i Union Olimpija. 
Do drugiej fazy rozgrywek awansuje 7 najlepszych drużyn, do których dołączają dwie występujące w Lidze Adriatyckiej. Następnie każdy z zespołów rozgrywa łącznie 14 spotkań. Cztery najlepsze awansują do półfinałów ligi, gdzie rywalizacja toczy się do dwóch zwycięstw. Zwycięzcy spotkań final four awansują następnie do ścisłego finału, gdzie walczą do trzech zwycięstw. Zwycięzca zostaje oficjalnie mistrzem Słowenii.
5 drużyn z najsłabszym bilansem rywalizuje w drugiej fazie rozgrywek w systemie, każdy z każdym, na własnym parkiecie oraz na wyjeździe. Zespół, który uzyskał w sumie z rezultatem, z pierwszej fazy najsłabszy bilans, jest automatycznie relegowany do niższej klasy rozgrywkowej – II Slovenska Košarkarska Liga (SKL II). Miejsce relegowanego zespołu zajmuje mistrz SKL II. Przedostatni zespół z najsłabszym bilansem rywalizuje o pozostanie w lidze z zespołami II SKL, zajmującymi odpowiednio drugą i trzecią pozycję. Zwycięzca tej rywalizacji pozostaje w najwyższej klasie rozgrywkowej, bądź awansuje do niej.

## Zespoły
Sezon 2015/16
| Zespół                           | Lokalizacja     | Hala                        | Założony | Trener             |
| -------------------------------- | --------------- | --------------------------- | -------- | ------------------ |
| Elektra Šoštanj                  | Šoštanj         | Šoštanj Sports Hall         | 1948     | Rajko Rituper      |
| Helios Suns Domžale              | Domžale         | Komunalni center Hall       | 1949     | Gašper Okorn       |
| Hopsi Polzela                    | Polzela         | Polzela Sports Hall         | 1972     | Bojan Kuhar        |
| Krka                             | Novo mesto      | Leon Štukelj Hall           | 1948     | Ivan Velić         |
| Portorož                         | Portorož        | Lucija Sports Hall          | 1992     | Konstantin Subotić |
| Rogaška                          | Rogaška Slatina | Rogaška Slatina Sports Hall | 1998     | Damjan Novaković   |
| Šenčur Gorenjska gradbena družba | Šenčur          | Šenčur Sports Hall          | 1974     | Igor Kešelj        |
| Škofja Loka                      | Škofja Loka     | Poden Hall                  | 1954     | Aleksander Sekulić |
| Tajfun                           | Šentjur         | Hruševec Sports Hall        | 1969     | Dejan Mihevc       |
| Union Olimpija                   | Lublana         | Arena Stožice               | 1946     | Gašper Potočnik    |
| Vzajemci Lastovka                | Domžale         | OŠ Vencelj Perko Hall       | 1997     | Miloš Šporar       |
| Zlatorog Laško                   | Laško           | Tri Lilije Hall             | 1969     | Predrag Milović    |

## Mistrzowie kraju

### Ludowa / Socjalistyczna Republika Słoweńska
- 1946  Svoboda
- 1947  Enotnost
- 1948  Železničar Ljubljana
- 1949  Železničar Maribor
- 1950  Železničar Maribor
- 1951  Železničar Maribor
- 1952  Branik Maribor
- 1953  Železničar Maribor
- 1954  Železničar Maribor
- 1955  Branik Maribor
- 1956  ŽKK Maribor
- 1957  ŽKK Maribor
- 1958  Odred
- 1959  Odred
- 1960  Slovan
- 1961  Ilirija
- 1962  Tivoli
- 1963  Slovan
- 1964  Lesonit
- 1965  Branik Maribor
- 1966  Lesonit
- 1967  Slovan
- 1968  ŽKK Maribor
- 1969  Ilirija
- 1970  Rudar Trbovlje
- 1971  Ilirija
- 1972  Ilirija
- 1973  Vrhnika
- 1974  ŽKK Maribor
- 1975  Ilirija
- 1976  Triglav Kranj
- 1977  Domžale
- 1978  Branik Maribor
- 1979  Ježica
- 1980  Branik Maribor
- 1981  Kraški zidar
- 1982  Ilirija
- 1983  Novoles
- 1984  Helios Domžale
- 1985  Tima MTT Maribor
- 1986  Slovan
- 1987  Libela Celje
- 1988  Maribor 87
- 1989  Postojna
- 1990  Triglav Kranj
- 1991  Helios Domžale

### Słowenia
- 1991-92  Olimpija (Smelt)
- 1992-93  Olimpija (Smelt)
- 1993-94  Olimpija (Smelt)
- 1994-95  Olimpija (Smelt)
- 1995-96  Olimpija (Smelt)
- 1996-97  Olimpija (Smelt)
- 1997-98  Olimpija (Union)
- 1998-99  Olimpija (Union)
- 1999-00  Krka
- 2000-01  Olimpija (Union)
- 2001-02  Olimpija (Union)
- 2000-03  Krka
- 2003-04  Olimpija (Union)
- 2004-05  Olimpija (Union)
- 2005-06  Olimpija (Union)
- 2006-07  Helios Domžale
- 2007-08  Olimpija (Union)
- 2008-09  Olimpija (Union)
- 2009-10  Krka
- 2010-11  Krka
- 2011-12  Krka
- 2012-13  Krka
- 2013-14  Krka
- 2014-15  Šentjur (Tajfun)

## Finały
| Sezon   | Mistrz         | Wicemistrz                    | Wynik | MVP Finałów      | Trener mistrza     |
| ------- | -------------- | ----------------------------- | ----- | ---------------- | ------------------ |
| 1991–92 | Smelt Olimpija | Optimizem Postojna            | 3–0   | bd               | Zmago Sagadin      |
| 1992–93 | Smelt Olimpija | Slovenica Koper               | 3–1   | bd               | Zmago Sagadin      |
| 1993–94 | Smelt Olimpija | TAM Bus Miklavž               | 3–0   | bd               | Zmago Sagadin      |
| 1994–95 | Smelt Olimpija | Kovinotehna Savinjska         | 3–0   | bd               | Zmago Sagadin      |
| 1995–96 | Smelt Olimpija | Interier Krško                | 3–1   | bd               | Žarko Djurišič     |
| 1996–97 | Smelt Olimpija | Kovinotehna Savinjska Polzela | 3–1   | bd               | Zmago Sagadin      |
| 1997–98 | Union Olimpija | Kovinotehna Savinjska Polzela | 3–0   | bd               | Zmago Sagadin      |
| 1998–99 | Union Olimpija | Pivovarna Laško               | 3–0   | bd               | Zmago Sagadin      |
| 1999–00 | Krka Telekom   | Pivovarna Laško               | 3–1   | bd               | Ivan Sunara        |
| 2000–01 | Union Olimpija | Krka Telekom                  | 3–0   | bd               | Zmago Sagadin      |
| 2001–02 | Union Olimpija | Krka                          | 3–0   | bd               | Zmago Sagadin      |
| 2002–03 | Krka           | Union Olimpija                | 3–2   | bd               | Neven Spahija      |
| 2003–04 | Union Olimpija | Pivovarna Laško               | 3–0   | bd               | Sašo Filipovski    |
| 2004–05 | Union Olimpija | Geoplin Slovan                | 3–2   | bd               | Sašo Filipovski    |
| 2005–06 | Union Olimpija | Geoplin Slovan                | 3–2   | bd               | Zmago Sagadin      |
| 2006–07 | Helios Domžale | Union Olimpija                | 3–2   | bd               | Memi Bečirovič     |
| 2007–08 | Union Olimpija | Helios Domžale                | 3–1   | bd               | Aleksandar Džikić  |
| 2008–09 | Union Olimpija | Helios Domžale                | 3–0   | bd               | Jure Zdovc         |
| 2009–10 | Krka           | Union Olimpija                | 3–2   | Smiljan Pavič    | Aleksandar Džikić  |
| 2010–11 | Krka           | Union Olimpija                | 3–2   | Zoran Dragić     | Aleksandar Džikić  |
| 2011–12 | Krka           | Union Olimpija                | 3–1   | Afik Nissim      | Aleksander Sekulić |
| 2012–13 | Krka           | Union Olimpija                | 3–1   | Matjaž Smodiš    | Gašper Potočnik    |
| 2013–14 | Krka           | Union Olimpija                | 3–2   | Jaka Klobučar    | Aleksandar Džikić  |
| 2014–15 | Tajfun Šentjur | Rogaška                       | 3–1   | Dragiša Drobnjak | Dejan Mihevc       |

## Bilans finalistów
| Finały | Zespół         | Mistrzostwa | Wicemistrzostwa |
| ------ | -------------- | ----------- | --------------- |
| 22     | Olimpija       | 15          | 7               |
| 9      | Krka           | 7           | 2               |
| 3      | Helios Domžale | 1           | 2               |
| 1      | Šentjur        | 1           | 0               |
| 3      | Hopsi Polzela  | 0           | 3               |
| 3      | Zlatorog Laško | 0           | 3               |
| 2      | Slovan         | 0           | 2               |
| 1      | Koper          | 0           | 1               |
| 1      | Krško          | 0           | 1               |
| 1      | Maribor        | 0           | 1               |
| 1      | Postojna       | 0           | 1               |
| 1      | Rogaška        | 0           | 1               |

## Liderzy statystyczni
| Sezon   | EVAL            | E/M   | Lider strzelców  | Śr.   | Lider w zbiórkach | Śr.   | Lider w asystach   | Śr.  |
| ------- | --------------- | ----- | ---------------- | ----- | ----------------- | ----- | ------------------ | ---- |
| 2007–08 | Dejan Grković   | 19,19 | Miroslav Jurić   | 19,58 | Dejan Grković     | 8,81  | Jure Močnik        | 4,85 |
| 2008–09 | Shawn King      | 31,26 | Gilbert Goodrich | 22,15 | Shawn King        | 14,79 | Jure Močnik        | 4,59 |
| 2009–10 | Shawn King      | 27,61 | Sandi Čebular    | 20,69 | Shawn King        | 11,30 | Tadej Koštomaj     | 5,44 |
| 2010–11 | Gregg Thondique | 22,84 | Benjamin Raymond | 17,68 | Gregg Thondique   | 10,53 | Igor Mijajlović    | 4,68 |
| 2011–12 | Travis Nelson   | 20,88 | Travis Nelson    | 17,46 | Miloš Miljković   | 8,57  | Luka Rupnik        | 5,33 |
| 2012–13 | Kervin Bristol  | 20,07 | Sašo Zagorac     | 17,5  | Kervin Bristol    | 10,86 | Daniel Vujasinović | 5,81 |
| 2013–14 | Ousman Krubally | 20,03 | Ousman Krubally  | 17,17 | Ousman Krubally   | 9,07  | Daniel Vujasinović | 7,63 |
| 2014–15 | Sašo Zagorac    | 20,8  | Sašo Zagorac     | 19,2  | Kyle Casey        | 8,56  | Jan Močnik         | 6    |

- E/M – Eval/Mecz